# Pascal Baurain
 (janvier 2025).
Si vous disposez d'ouvrages ou d'articles de référence ou si vous connaissez des sites web de qualité traitant du thème abordé ici, merci de compléter l'article en donnant les références utiles à sa vérifiabilité et en les liant à la section « Notes et références ».

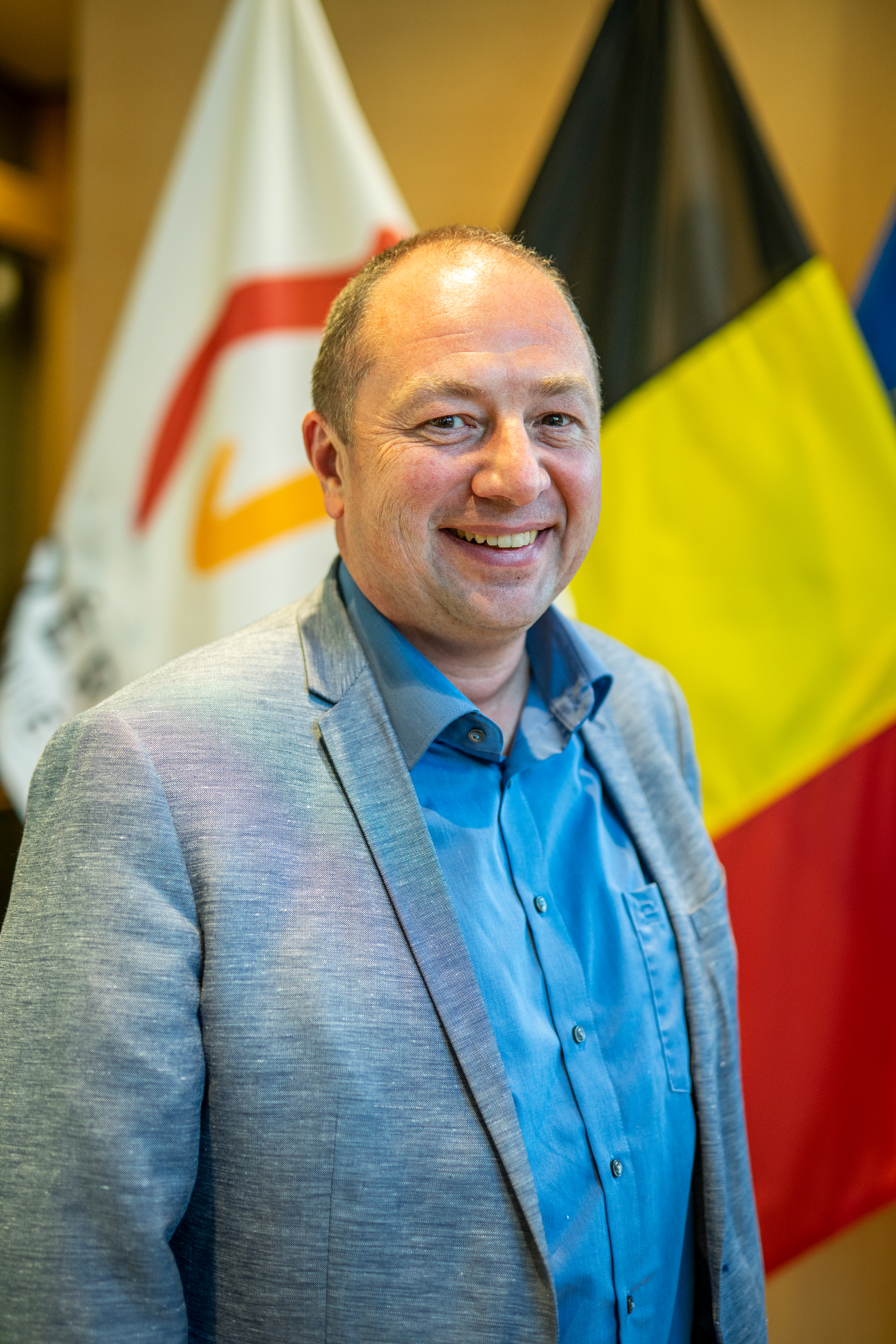
Pascal Baurain, au Parlement de la Fédération Wallonie-Bruxelles

Pascal Baurain (Mons, 12 septembre 1969) est un avocat et homme politique belge du parti Les Engagés.

## Vie professionnelle
Pascal Baurain s'est inscrit comme avocat au Barreau de Mons en 1998. Il est spécialisé en droit des mineurs, des assurances et en baux commerciaux et civils. En tant qu'avocat, il est particulièrement attentif aux affaires liées au Logis Saint-Ghislainois; société wallonne de logements sociaux,,.

## Vie politique

### Politique locale
En 2006, il s'est engagé politiquement dans la commune de Saint-Ghislain, dominée par le PS. Il y devient alors conseiller CPAS de 2007 à 2011.
Depuis 2012, il est la tête de liste du plus grand parti d'opposition au conseil communal. En effet, le cartel qu'il emmène (CDH-MR-ECOLO-AC) réalise un score de 40,21% et obtient 11 élus.
En 2018, Pascal Baurain emmène de nouveau un cartel composé de différents partis regroupés sous la bannière "Osons!" qui maintient 11 élus. Fait notable lors de cette élection, Pascal Baurain réalise un score plus important que la tête de liste PS, en termes de voix de préférences (1809 contre 1618).
Aux élections communales de 2024, Pascal Baurain est toujours tête de liste du cartel Osons! qui ne décroche plus que 8 élus sur 27.

### Politique régionale
Aux élections wallonnes du 25 mai 2014, il est le troisième suppléant sur la liste CDH de l'arrondissement de Mons. La tête de liste, Carlo Di Antonio, devint ministre en juillet 2014 et fût remplacé par Savine Moucheron. En mai 2016, cette dernière démissionne pour endosser le rôle d'échevine de la ville de Mons. Après quelques jours, Cindy Bériot, elle-même échevine à Hensies et deuxième suppléante de Carlo Di Antonio refuse le poste. C'est alors que Pascal Baurain, troisième suppléant, est appelé à siéger au Parlement wallon et donc aussi au Parlement de la Communauté française. Ses fonctions parlementaires ont pris fin en novembre 2018, lorsque Savine Moucheron est revenue au Parlement à la suite des élections communales du 14 octobre 2018 et la fin de son mandat en tant qu'échevine.
Aux élections wallonnes du 9 juin 2024, Pascal Baurain est tête de liste pour Les Engagés de l'arrondissement de Mons. Il parvient alors à décrocher un siège de député, perdu 5 ans plus tôt.